# 전국대학원생노동조합
전국대학원생노동조합(Korean Graduate Employee Union)은 대학원생 인권침해와 노동권 착취에 대응하기 위해 2017년 12월 설립된 노동단체이다. 대한민국 최초의 대학원생노동조합이다. 정식 명칭은 민주노총 공공운수노조 전국대학원생노동조합지부이며 약칭은 대학원생노조이다. 상급단체는 민주노총 산하의 전국공공운수노동조합이다.
대학원생 상당 수는 학내에서 조교, 프로젝트 연구원, 학회 간사, 대학 강사 등의 노동을 수행하고 있으며, 실제로 2015년 국가인권위원회에서 실시한 전국 단위의 실태조사에서도 대학원생의 약 60%가 스스로를 학생이면서 동시에 노동자로 규정하고 있다고 한다. 대학원생 노조는 이러한 구체적인 현실에 기반하여 설립되었으며 행정·교육·연구직에 종사하는 대학원생 노동자의 기본적인 권익 보호 및 사회적 지위 향상과 교육권 보장, 고등교육의 공공성 및 대학사회의 민주화 실현, 자유롭고 평등한 연구공동체 건설, 학문연구의 발전 등을 활동 목적으로 한다. 대학원생노조 측에 따르면 대학원 재학생, 수료생, 휴학생이 가입대상자이며 대학원 진학예정자(학부생) 역시도 가입이 가능하다. 보관됨 2020-11-25 - 웨이백 머신

## 설립 배경

### 1. 대학원생 인권 실태와 대응 흐름
대학원생들의 열악한 인권 실태가 본격적으로 알려지게 된 계기는 2015년 인분교수 사건이었다. 이는 경기 모 지역 대학의 교수가 2013년부터 2년간 제자를 감금한 상태에서 야구방망이로 폭행 및 전기충격기로 고문하고 심지어 인분까지 먹인 엽기적 사건이었다. 그러나 해당 사건은 하나의 상징적 계기였을 뿐 그 이전부터 대학원생들은 비일비재하게 인권침해를 겪었다. 교수라는 우월한 지위를 악용한 폭언, 폭행, 성폭력, 연구저작권 강탈, 인건비 유용, 노동력 착취 등이 전형적 인권침해 사례이다. 고려대학교 일반대학원 총학생회(2015)는 웹툰 슬픈 대학원생들의 초상에서, 실제 대학원생들을 제보를 바탕으로 한 제2, 제3의 인분교수 사건들을 소개하여 세간의 화제가 되기도 했다. 해당 인권 침해 사실들이 꾸준히 사회여론화되면서, 국가인권위원회는 대학원생 연구환경에 대한 실태조사(2015)를 발표하고 전국 대학에 대학원생 권리장전 제정을 권고하기도 했다. 이후 2018년에는 한국 사회를 휩쓸었던 미투운동의 흐름 속에서 피해 대학원생들이 각종 대학 내 권력형 성폭력 사건을 고발해 사회적 이슈가 되었다. 2018년 1월에는 서울대 공학 대학원 졸업생 두 명이 《김박사넷》이라는 교수 평가사이트를 개설하였는데, 학생들이 직접 교수를 정량 및 정성평가를 할 수 있어 적지 않은 파장이 일고 있다.

### 2. 대학원생 노동력 착취실태와 대응 흐름
2015년 지방대학의 대학원생, 시간강사의 애환과 고충을 담은 나는 지방대 시간강사다가 화제가 되면서, 대학원생들의 열악한 노동 환경이 이슈가 되었다. 이듬해인 2016년 12월, 동국대학교 일반대학원 총학생회와 민주사회를 위한 변호사모임은 대학원생 조교에 대한 임금(퇴직금 및 각종 수당) 미지급(근로기준법 위반)을 이유로 동국대를 고용노동부에 고발하였다. 2017년 서울지방고용노동청은 해당 사건에 대해 대학원생의 노동자성을 인정하고 동국대를 기소의견으로 검찰에 송치했다. '학생' 조교들을 장학금이란 명목으로 싸게 부리면서 정당한 대우를 보장하지 않았던 건 동국대에만 국한된 문제는 아니었다. 그 이전부터 전국 대학들이 일반적으로 해오던 관행이었다. 서울지방고용청의 결정은 학생 여부와 관계없이 누구든 구체적인 고용종속관계에서 노동하고 있다면 근로기준법을 적용해야한다는 원칙을 재확인한 것이라는 의의가 있다. 2017년에는 무려 8만장의 스캔을 대학원생 조교에게 강요했던 스캔 노예 사건이 알려졌고, 결국 교육부는 대학원생-대학간 표준업무협약서 작성을 골자로 한 조교 운영 가이드라인을 제정하여 각 대학에 배포하겠다고 발표했다.  국회도 이런 흐름을 놓치지 않았다. 2017년 6월 더불어민주당 소속의 노웅래 의원은 조교의 수와 임금, 업무범위, 근로시간, 근로계약서 등 조교 현황에 관한 내용을 교육관련기관의 정보공개 의무사항으로 명시한 법안을 대표발의했고, 2018년 7월, 더불어민주당 소속 박광온 의원은 "대부분의 학생 조교들이 근로계약을 체결하지 못하고 시간당 최저임금 적용을 받지 않으며 장학금을 대가로 장시간 노동에 시달리고 있다’며 특히 ‘학생 조교들의 노동이 노동·학문연구 성격을 동시에 갖고 있다는 특징 때문에 현행법에서는 근로제공 행위가 아니며 또한 근로자로도 인정되지 않고 있다는 점에 주목하여 근로기준법 제11조 제3항 적용범위에 조교 및 연구생도 근로자로 인정하는 내용을 추가하는 법안을 대표발의했다.
2017년 대선을 앞두고 ‘변화를 꿈꾸는 과학기술인 네트워크(ESC)’는 19대 대통령 선거 후보자들에게 묻고 싶은 질문 10가지를 선정해 16일 발표했는데 가장 첫번째 질문이 "대학원생은 노동자이자 연구원이며 학생입니다. 이런 경계인들이 제도적 사각지대에 놓여 어떤 문제들을 겪는다고 생각하십니까?"였다. 이런 문제의식은 문재인 대통령(후보)의 이공계 연구(교육)정책에 녹아들었고 2017년 7월에는 정부 출연 연구소 소속 대학원생연구원이 먼저 노동자의 지위를 인정받게 되었다. 2018년 12월, 더불어민주당 소속의 노웅래 의원은 국가프로젝트에 참가하는 대학 및 출연연 소속 학생연구원들의 근로계약을 장려하고, 노동자 지위 인정 과정에서 추가로 발생하는 4대 보험료 등에 대한 국가 지원의 근거를 마련하는 국가과학기술 경쟁력 강화를 위한 이공계지원 특별법 일부개정법률안을 대표 발의했다. 해당 법안은 국회 과학기술정보방송통신위원회의 위원장인 노웅래 의원과 교육위원회 위원장인 이찬열 의원(바른미래당)이 함께 공동발의한 법안으로 향후 본회의 통과 여부가 주목된다.

### 3. 대학원생 당사자 운동의 선례들

#### 3.1. 미국의 대학원생노동조합 운동
한편, 해외 대학원생노조의 활동소식도 전국대학원생노동조합의 결성에 자극이 되었다. 미국에서 대학원생노동조합 설립 운동이 전개된 것은 1960대부터이다. 미국의 경우, 국공립대의 학생노동자(학부생, 대학원생)는 주 노동관계법의 적용을 받으나 사립대 학생들의 경우에는 미 연방노동관계법에 적용을 받는다. 따라서 연방노동관계법을 판결하는 연방노동위원회(NLRB)가 어떤 해석과 결정을 내리는지가 노조 운동에 큰 변수가 되곤 했다. 예를 들어, 대학원생노조의 단체교섭권을 인정하는 뉴욕대 결정(2000) 이후 노조 운동은 활성화되었지만, 이를 번복하는 브라운 결정(2004) 이후 노조 운동은 다시 침체기를 겪었다. 최근, 콜롬비아 결정(2016)을 통해 미 전역에서 재차 대학원생노조들이 폭발적으로 성장하는 추세이다. 현재 미 전역의 대학원생 노조들의 전체 조합원 수는 약 10만에 달한다. 이들 노조는 대학 당국을 사용자로 두고 단체교섭, 단체쟁의(파업) 등의 실질적인 노동3권들을 실현하고 있다. (대학원생노동조합 항목 참조)

#### 3.2. 한국

##### 3.2.1. 대학원 총학생회
한국에서 대학원생들이 노동조합을 결성한 것은 전국대학원생노동조합(2017)이 최초이지만, 그 이전에도 대학원 총학생회가 주축이 되어 진행한 각종 교섭과 쟁의활동은 있었다. 90년대 말~2000년대 초반까지 대학원 총학생회는 학생자치조직이면서 동시에 노동조합과 유사한 역할을 수행했다. 곧 학생 대표자라는 지위와 권한을 활용하여 학교에 정식 교섭을 요청했고, 이것이 결렬될 경우 행정조교들을 동원해 실제 파업으로 행동하곤 했다. 실례로 1996년 연세대학교, 서강대학교의 대학원생 행정조교가 급격한 등록금 인상에 반대하며 공동 파업을 전개한 사건이 대표적이다. 공식 노동조합이 아님에도 단체 교섭과 쟁의가 가능했던 이유는 다음과 같다. 먼저 학생 운동을 경험했거나 그런 방식에 익숙한 주체들이 있었고, 사회의 법령들을 학생에게 함부로 적용하지 않는 교육기관이라는 대학의 고유한 특성도 있었다. 그러나 무엇보다도 대학원 총학생회의 학과대표자들이 각 과의 행정조교들로 구성되어있었던 것이 핵심적이었다. 곧 행정조교 스스로가 총학생회의 의결권자이므로, 학생회 의결단위 결정에 따라 파업을 집행해야할 책임이 있는 구성원이었던 것이다.(노조 대의원과 유사한 역할) 일례로 2004년 고려대 인문사회대 행정조교들이 등록금 인상에 반대하며 1일 파업을 전개했는데, 이를 결정한 단위가 대학원 총학생회 대표자회의였다. 그러나 한국 대학가에 신자유주의 광풍이 몰아친 2000년대 중후반 이후 많은 대학들이 학생 조교직을 계약직 직원(비학생조교)으로 대체한 점, 시간이 흐르며 대학원 내에 학생 운동의 명맥이 사라진 점 등을 이유로, 대학원생들이 교섭과정에서 집단 파업까지 감행하는 풍경은 대학가에서 사실상 사라졌다.

##### 3.2.2. 대학원 총학생회 연합단체
한국의 대학원 총학생회 연합단체는 1989년 창립되어 2000년대 초까지 활동했던 전국대학원생대표자협의회, 2004년부터 2010년까지 활동했던 서울지역대학원총학생회협의회(이하 서원협)와 2012년부터 현재까지 활동하고 있는 전국대학원총학생회협의회(이하 전원협)이 있다. 이들은 급격하게 악화되고 있는 한국의 고등교육 현실을 개선하고자 결성되었으며 등록금을 비롯한 각종 교육비 부담 완하, 연구환경 개선, 노동처우 개선 등을 공동으로 요구해왔다. 그 뿐 아니라 각 대학간 학술연계사업등도 적극적으로 추진하였다. 특히 2012년 출범한 전원협은 정부와 국회를 대상으로 한 청원활동을 적극적으로 추진하였는데, 2014년에는 대통령직속 청년위원회와 함께 대학원생 권리장전 표준안을 제정하기도 했다. 2016년에는 강사법 개정안과 관련하여 대학원생 1천명의 설문조사 결과를 발표하였고 박근혜 퇴진 시국선언을 하기도 하였다. 가장 두드러진 활동은 국회 노웅래 의원을 통해 대학원생 관련 3개 법안을 청원한 것인데(2016~2017), 이 중 성폭력 가해 교수의 징계 시효를 5년에서 10년으로 연장하는 교육공무원법 개정안이 2018년 3월 국회 본회의를 통과하였다. 그 외 약칭 조교정보공개법과 인권센터 설치 의무화법은 2019.1월 기준 아직 국회 계류 중인 상태이다.

## 활동

### 1. 노조 결성과 출범
2017년 12월 23일, 서울지역 약 6개 대학 대학원생 20여명이 설립총회를 열었다. 1기 위원장으로 구슬아를 선출했다. 1월 17일 연합뉴스 보도를 기점으로 25개 언론사가 대학원생노조 결성소식을 알렸다. 이후 노조는 <전국 대학 청소노동자 인원 감축 규탄 성명>을 발표하며 본격적인 대외활동을 시작했다. 박노자 교수, 홍세화 작가, MBC뉴스데스크 박성호 앵커, 국회의원 노웅래를 비롯하여 민주화를위한전국교수협의회, 해외 대학원생 노조(콜롬비아대 대학원생노동조합, 하버드대 대학원생노동조합, 시카고대 대학원생 노동조합)에서 출범 지지 영상 혹은 성명을 발표했다. 웹툰 슬픈 대학원생들의 초상은 대학원생노조의 결성 과정을 각색한 <계란을 던지다>를 제작하기도 했다. 2018년 2월 24일 전국대학원생노동조합은 노조의 창립사실을 공언하는 출범식을 가졌고 첫 걸음을 내딛었다. (출범선언문) 2018년 3월 31일에는 제1차 정기총회를 열고 수석부지부장에 강태경, 사무국장에 신정욱을 선출했으며 민주노총 공공운수노조 산하 지부로 조직형태 변경을 의결하였다.(대학원생노조 공식 깃발)

### 2. 조교 대량해고 저지
동국대 조교 체불임금(퇴직금, 수당)사건을 계기로 전국 대학들이 대학원생 조교를 구조조정하고 있다는 사실이 폭로되었고, 대학원생노조는 학생 조교 전원을 대량해고하려고 하는 성균관대를 대상으로 저지 투쟁에 돌입했고 특히 학교 본부를 상대로 언론대응, 릴레이 1인 시위, 조교 당사자 간담회 주관, 항의방문 등을 진행했다. 성균관대는 조교 상당수를 고용승계(행정조교에서 교육조교)했고, 근무시간 단축으로 인한 임금손실분에 대해 장학금을 지급하였다.

### 3. 대학 내 권력형 성폭력 대응
2018년 초 서지현 검사가 쏘아올린 미투 운동이 대학가로 옮겨붙으며 대학 내 권력형 성폭력 사건들이 연이어 폭로되기 시작했다.
관련하여 대학원생노조는 다음과 같은 활동을 전개하였다. <교육부차관 간담회> <대학내성폭력근절, 교수갑질근절, 정부대책마련 촉구 기자회견> <부산대학교 K교수 파면 촉구 성명발표>

### 4. 국정감사 대응
2018.10 대학원생노조 수석부지부장 강태경은 국회 과학기술정보방송통신위원회가 진행한 과학기술정보통신부 산하기관 국정감사에 참고인으로 출석하였다. 수석부지부장은 "대학원생들은 국가 연구개발사업(R&D)의 약 23%를 담당하고 있지만, 하는 일을 노동으로 인정조차 받지 못하며, 쇼핑 심부름이나 이사짐 나르기 등 사적인 일에 수시로 동원된다"고 진술했다. 특히 대학본부 혹은 국가 등의 제3기관이 연구비를 직접관리해야한다고 강조하였다. 이에 이진구 과학기술정보통신부 1차관은 "학생연구원의 열악한 처우 개선을 위해 노력하겠으며 현장의 생생한 목소리를 경청하겠다."고 대답하였다.

### 6. 대학원생119
2019.1월 대학원생노조는 약 250여명의 법률전문가들이 속해 있는 직장갑질119와 함께 대학원생119를 출범시킨다. 고액 등록금이나 쥐꼬리만 한 장학금도 문제지만 무엇보다 가장 지성적이어야 할 대학에서 각종 교수 갑질·성폭력·연구저작권 강탈·노동착취가 만연한 것이 가장 큰 문제이며, 이상의 사안을 제보받고 법률상담 및 집단 대응까지 하겠다는 것이 출범배경이다.

### 7. 각종 연대 활동
대학원생노조는 <청소노동자 인원 감축 반대 운동> <대학 총장직선제 시행 촉구 운동>, <고등교육재정교부금 제정 촉구 기자회견> <비정규직 공동대표 100인 기자회견> 등의 연대활동을 진행하였다.